# Берёзовая аллея (мемориал)
«Берёзовая аллея» — братское захоронение 14 000 советских воинов, погибших в 1941—1944 годах. Находится в городе Любань Ленинградской области.
Основано в 1960 году, является местом перезахоронения воинов Волховского фронта, погибших в ходе битвы за Ленинград — тех, которые в 1941 году сдерживали тяжелый натиск врага в лесах и болотах близ Любани, пытались прорвать блокаду Ленинграда в 1942 году во время Любанской операции, затем зимой и летом 1943 года, и в январе 1944 года всё-таки сделали это — 28 января 1944 года Любань была освобождена. Приказом Верховного главнокомандующего Москва салютовала доблестным воинам, освободившим города Любань и Тосно, двенадцатью артиллерийскими залпами из 124 орудий. Наиболее отличившимся в боях за город частям и соединениям было присвоено наименование «Любанских».

## Описание
Воинское братское кладбище. Номер захоронения в ВМЦ 47-395.
В центре — остроконечный гранитный обелиск высотой пять метров с табличкой от однополчан и выбитой надписью:

«Вечная слава героям павшим в боях за свободу и независимость нашей Родины (1941—1945)»
и более сотни стел с именами 4 тысяч 997 погибших воинов (на 2017 год), отдельно четыре гранитные стелы с именами 13 экипажей самолётов.
В 2015 году установлен бюст Героя Советского Союза рядового Туйчи Эрджигитова, закрывшего своим телом вражескую амбразуру у деревни Смердыня в 1943 году.
Также в 2015 году в качестве памятников установлены два орудия 45-го калибра.

## История
Основано в 1960-х годах, когда на это место были перезахоронены воины с отдельных захоронений Любаньского района Ленинградской области.
Обелиск установлен в 1974 году. В 1989 году братское захоронение признано памятником истории регионального значения.
Всё время с начала основания проводятся дополнительные захоронения находимых останков воинов, часто — неизвестных солдат.
По паспорту захоронения 1985 года число похоронных в братской могиле составляло 9789 воинов. По паспорту захоронения 2014 года их общее число — 10027. На 2017 год — около 14000.
На 2017 год на стелах указаны имена 4997 захороненных здесь воинов, установление имён воинов и поиск их родственников продолжаются.
Здесь же проводятся захоронения останков лётчиков из экипажей найденных в окрестностях советских самолётов.
Так 22 августа 1979 года были торжественно захоронены останки членов экипажа пропавшего в феврале 1943 года и найденного в 1978 году на дне озера Белое самолёта Ил-2 из состава 704-го штурмового авиаполка: младшего лейтенанта Виктора Шишковца и младшего сержанта Василия Данилова; отреставрированный самолёт был установлен как памятник в Лебяжьем.
Захоронения продолжились и в 2000—2010 годах: 9 мая 2005 года захоронены останки К. Тутурова — пилота самолёта Ил-2, найденного в 2003 году у ручья Тишинец 9 мая 2007 года захоронены останки четырёх экипажей: самолёта Пе-2 (один человек), самолёта ДБ-3ф (четыре человека), самолёта Ил-2 (2 человека, установлены), самолёта И-16 (один человек). В 2008 году погребены останков четырёх экипажей самолётов Ил-2 ВВС 4-й армии Волховского фронта, имена всех лётчиков установлены. В 2015 году захоронено с почестями 20 экипажей в количестве 29 человек, из них установлено 20 имён.
В 2015 году, во время празднования 70-летия победы в Великой Отечественной войне, был установлен бюст перезахороненного здесь Героя Советского Союза рядового Туйчи Эрджигитова, погибшего у деревни Смердыня в 1943 году, а также два орудия 45-го калибра.
В 2017 году произведена реконструкция мемориала с частичной заменой стел.
- Общий вид мемориала
- Стелы с именами
- Стелы с именами членов экипажей самолётов
- пос. Лебяжье, Ил-2 членов экипажа захороненных здесь